# Flore de l'Australie

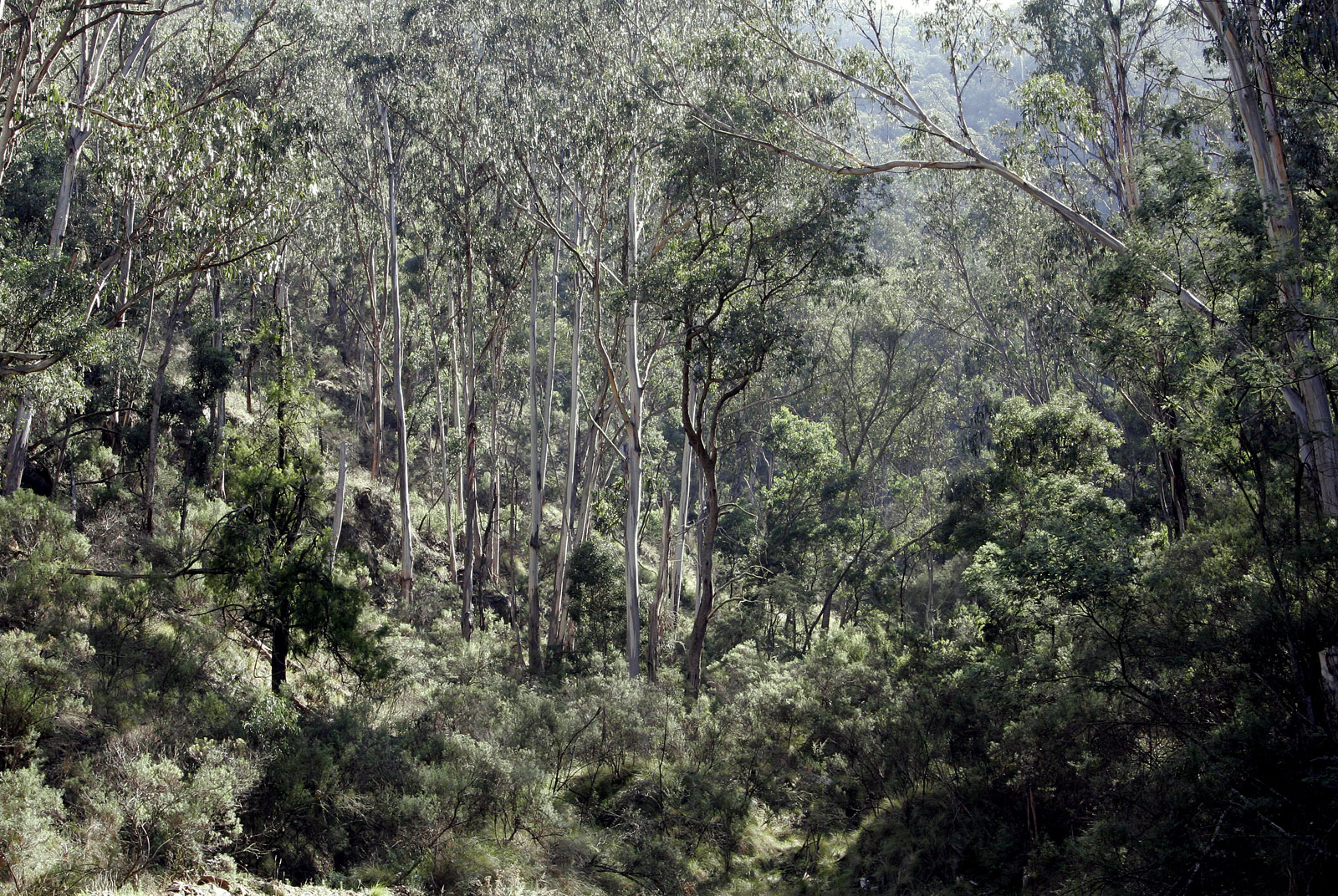
Forêt d'eucalyptus dans l'État de Victoria.

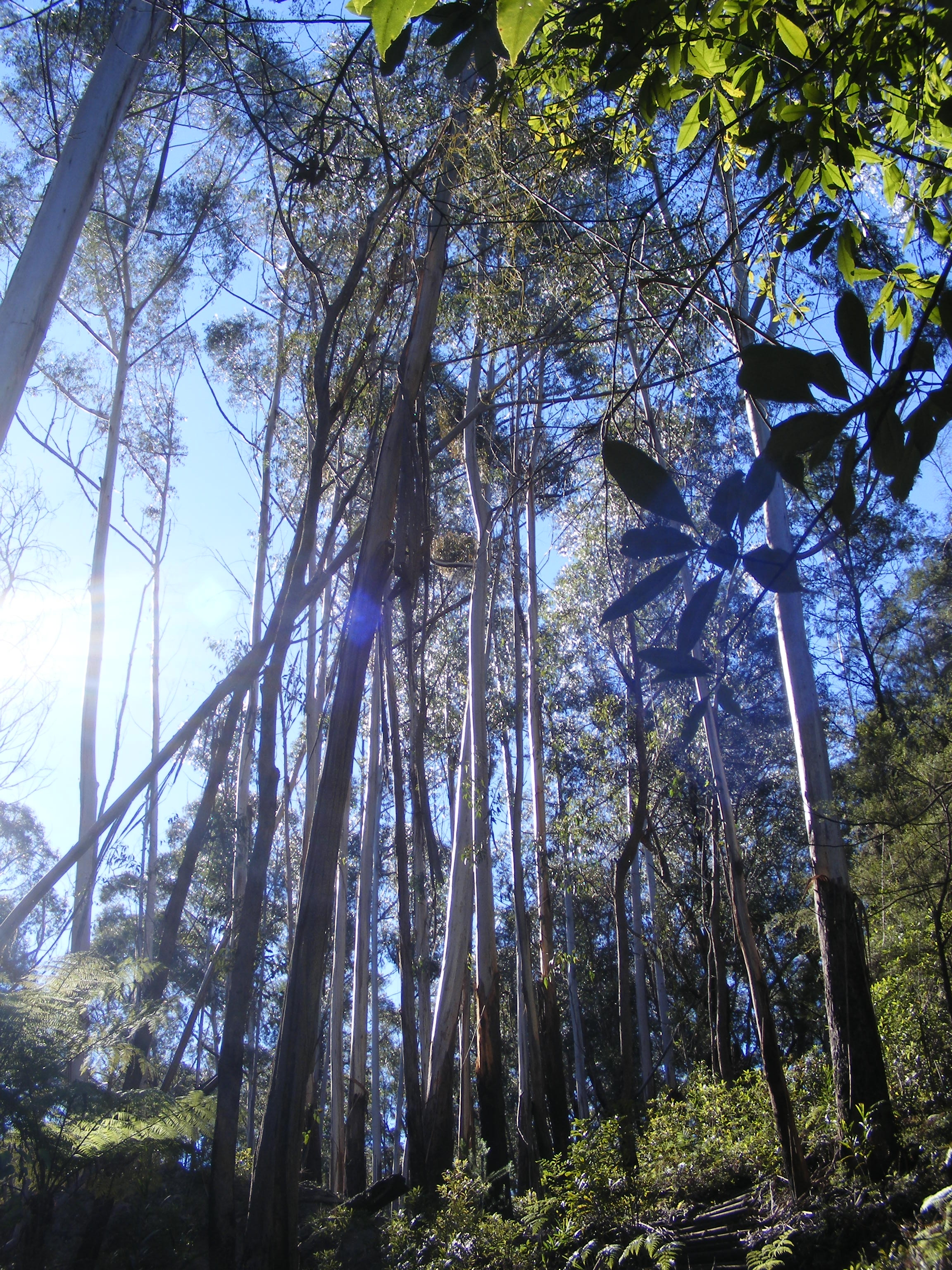
Forêt d'eucalyptus dans les Blue Mountains.

La flore australienne est constituée d'un vaste ensemble estimé à plus de 20 000 espèces de plantes vasculaires, 14 000 espèces de plantes non vasculaires. On y compte aussi 250 000 espèces de champignons et plus de 3 000 espèces de lichens.
Cette flore a de fortes ressemblances avec celle du Gondwana. Elle présente, au-dessous du niveau de la famille, une part importante de taxons d'angiospermes endémiques dont la diversité a été façonnée par les effets de la dérive des continents et des changements climatiques depuis le Crétacé. Les caractères marquants de la flore australienne sont les adaptations de nombreuses espèces à la sècheresse (plantes sclérophylles) et aux feux (plantes sérotiniques). Ces adaptations sont courantes chez les espèces appartenant à de grandes familles bien connues comme les Proteaceae (Banksia), les Myrtaceae (Eucalyptus) et les Fabaceae (Acacias ou mimosas).
La colonisation de l'Australie par les Aborigènes, il y a plus de 40 000 ans, et par les Européens à partir de 1788, a eu un impact significatif sur la flore. La pratique du brûlis par les Aborigènes a entraîné au fil du temps des changements importants dans la distribution des espèces végétales. La modification ou la destruction à grande échelle de la végétation pour l'agriculture et le développement urbain depuis 1788 ont altéré la composition de la plupart des écosystèmes terrestres, conduisant à l'extinction de 61 espèces de plantes et en mettant en danger plus de 1 000 autres. 

## Origines

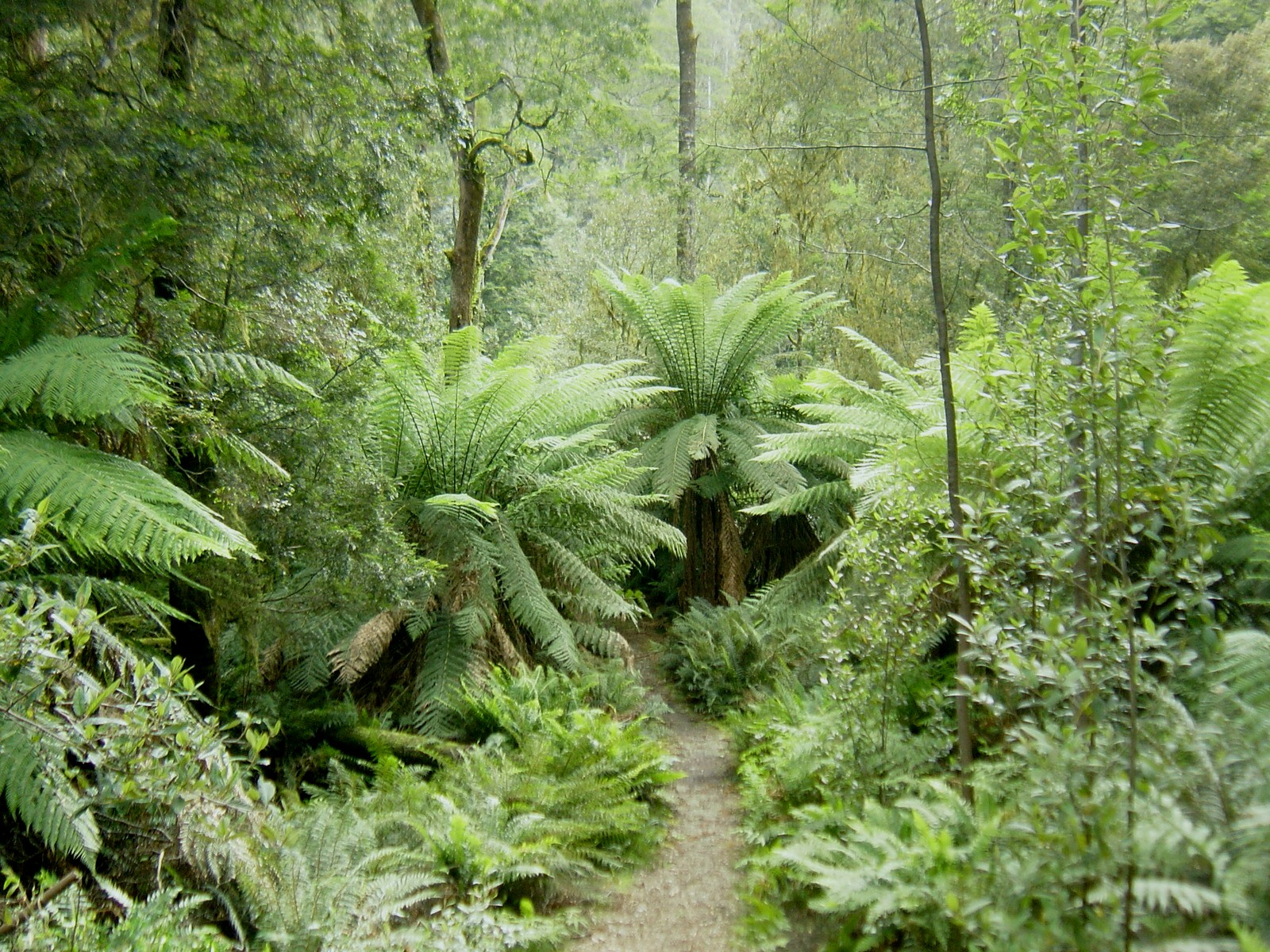
La forêt ombrophile de Tasmanie est considérée comme une relique du Gondwanan.

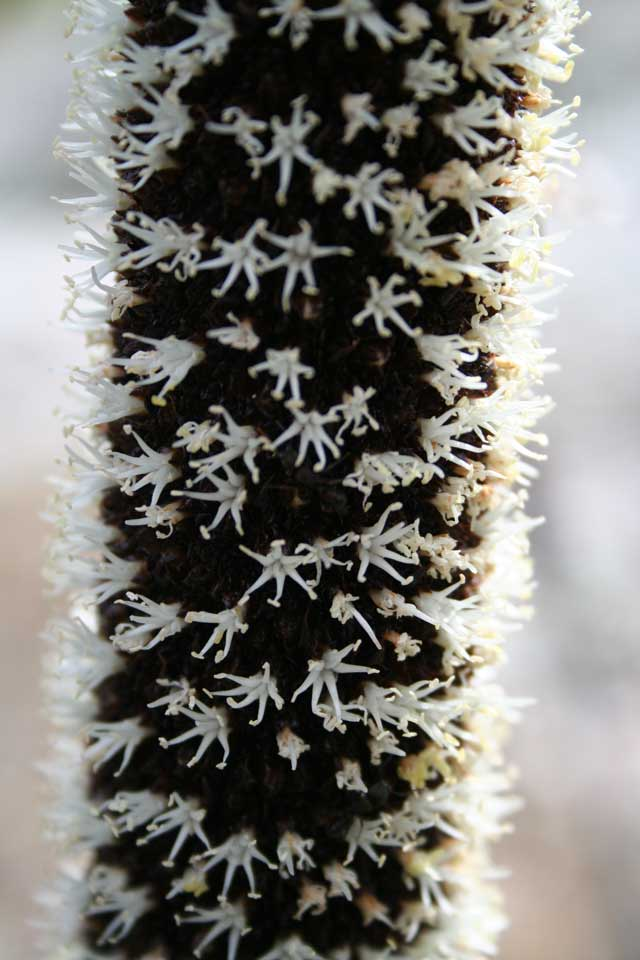
Fleurs de Xanthorrhoea sur un tronc brûlé.

À la fin du secondaire, au Crétacé, l'Australie faisait partie du sud du supercontinent Gondwana, qui comprenait aussi l'Amérique du Sud, l'Afrique, l'Inde et l'Antarctique. La plupart de la flore actuelle de l'Australie a ses origines à cette époque ancienne, quand le pays était couvert de forêts humides subtropicales. Les fougères et les gymnospermes actuels ressemblent encore beaucoup à leurs ancêtres du Gondwana et des espèces d'angiospermes du Crétacé telles que Nothofagus ou des plantes des familles des Myrtaceae et des Proteaceae poussent encore en Australie. 
Le Gondwana commença à se disloquer, il y a un peu plus de 140 millions d'années. Il y a 50 Ma, à l'Oligocène, l'Australie se sépara de l'Antarctique et commença à dériver vers le nord-est puis, au Miocène il y a environ 5,3 Ma, la frontière nord de la plaque australienne se mit à entrer en subduction sous les plaques pacifique et eurasienne. Par suite de cette dérive, le climat changea progressivement : un courant océanique se développa autour de l'Antarctique et au sud de l'Australie, les précipitations diminuèrent, il y eut un lent réchauffement du continent et commença à s'installer un climat chaud et sec. L'isolement géographique et la sècheresse conduisirent au développement d'une flore complexe et originale. L'étude de l'évolution des pollens entre 25 et 10 Ma permet d'imaginer la rapide prolifération d'espèces adaptées à ce type de climat comme les Eucalyptus, les Casuarina, les Allocasuarina, les Banksia et les Faboideae, et le remplacement des forêts subtropicales par des forêts plus clairsemées ; la sècheresse entraîna par endroits la disparition des arbres et provoqua l'apparition des premières prairies à l'Eocène. Le rapprochement avec la plaque Eurasienne permit l'entrée de nouvelles espèces comme le Lepidium et les Chenopodiaceae.
La sécheresse, la faible teneur des sols en nutriments conduisirent au développement d'une flore originale et les quelques familles qui s'adaptèrent le mieux à ces conditions, comme celles des acacias et des eucalyptus, se répandirent sur le continent en donnant un grand nombre d'espèces. Des feuilles épaisses avec une cuticule, un mécanisme de photosynthèse en C4 pour les dicotylédones et en CAM pour les monocotylédones permettent aux plantes de réduire leurs pertes en eau. La sécheresse s'est accompagnée d'une augmentation des feux de forêt et ces feux ont joué un rôle dans l'apparition, le développement et la répartition d'espèces adaptées aux incendies à la fin du pléistocène. Une augmentation depuis 38 000 ans des bois brûlés trouvés dans les sédiments a été corrélée avec l'arrivée des premiers aborigènes et l'on pense que la pratique des brûlis a joué un rôle important dans le développement des forêts sclérophylles surtout sur la côte Est de l'Australie. Les adaptations au feu se traduisent par un développement des lignotubers et de bourgeons épicormiques chez les Eucalyptus et les Banksia permettant une régénération rapide après le feu. Quelques genres de plantes ont adopté la sérotinie et ne libèrent leurs graines qu'à la chaleur et /ou la fumée. Les Xanthorrhoea ne fleurissent pas toutes les années, par contre ils donnent une floraison abondante au printemps qui suit un feu de forêt. Quelques espèces d'orchidées ne fleurissent qu'après un incendie.

## Types de végétation

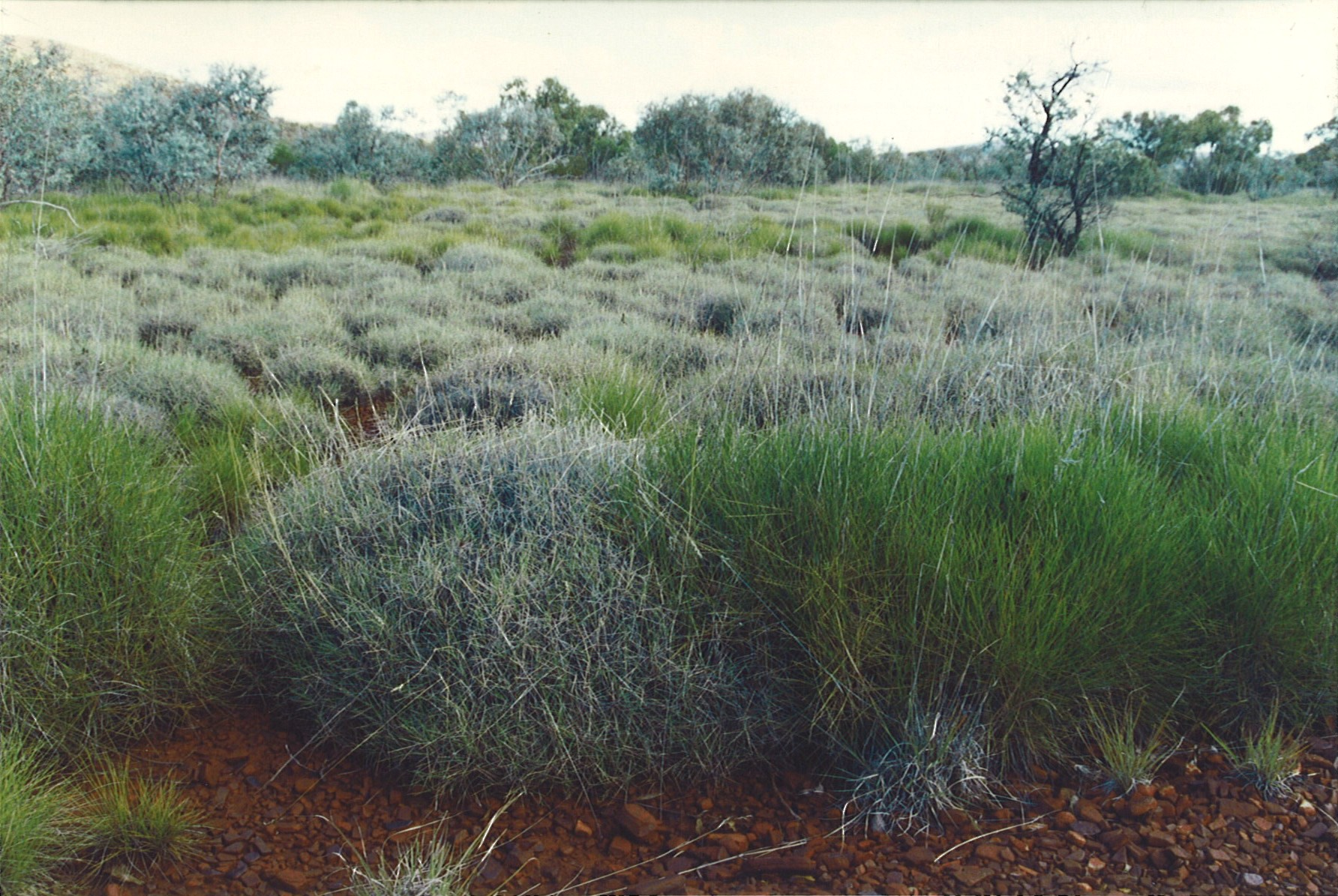
"Hummock grassland", les "hummocks" verts sont des Triodia pungens et les gris-bleu des Triodia basedowii.

La flore australienne peut être divisée en groupes caractéristiques de végétation. Le principal facteur influençant ces groupes est la hauteur des précipitations suivi par la température qui joue sur les besoins en eau des plantes. Plusieurs découpages de complexité variable ont été conçus, le plus récent a été développé par "the Natural Heritage Trust". Il divise la flore australienne en 30 grands groupes et 67 sous-groupes. 
Selon ces découpages, les types de végétation les plus fréquents sont ceux adaptés aux conditions arides dans les zones qui n'ont pas été trop détruites par les activités agricoles. La végétation dominante correspond aux prairies de broussailles  ("the hummock grasslands") que l'on rencontre en abondance dans les zones arides de l'Australie-Méridionale, de l'Australie-Occidentale et du Territoire du Nord. Elle représente 23 % de la végétation endémique australienne, avec des espèces végétales prédominantes du genre Triodia. le genre Zygochloa se rencontre dans les zones sablonneuses de l'intérieur du pays comme le désert de Simpson. 
Un peu plus de 39 % des zones de végétation endémique sont couverts par des : 
- bois clairsemés (woodlands) d'eucalyptus. On les trouve dans les zones de passage entre les hummock grasslands et les zones plus humides mais où les conditions climatiques ne sont pas suffisamment favorables et limitent la croissance des arbres. Ces zones boisées peuvent  avoir au niveau du sol une couverture générale de prairies et/ou de broussailles. La variété la plus répandue d'eucalyptus dans ce type de végétation est Eucalyptus camaldulensis (Gommier rouge) que l'on rencontre le long de la majorité des cours et des plans d'eau de l'intérieur du pays. La plus grande partie de ce type de végétation se trouve au Queensland.

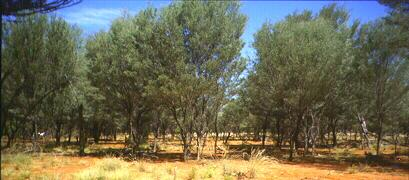
Un bois d'acacias ou mulga. Les plus grands arbres mesurent 7 m de haut.

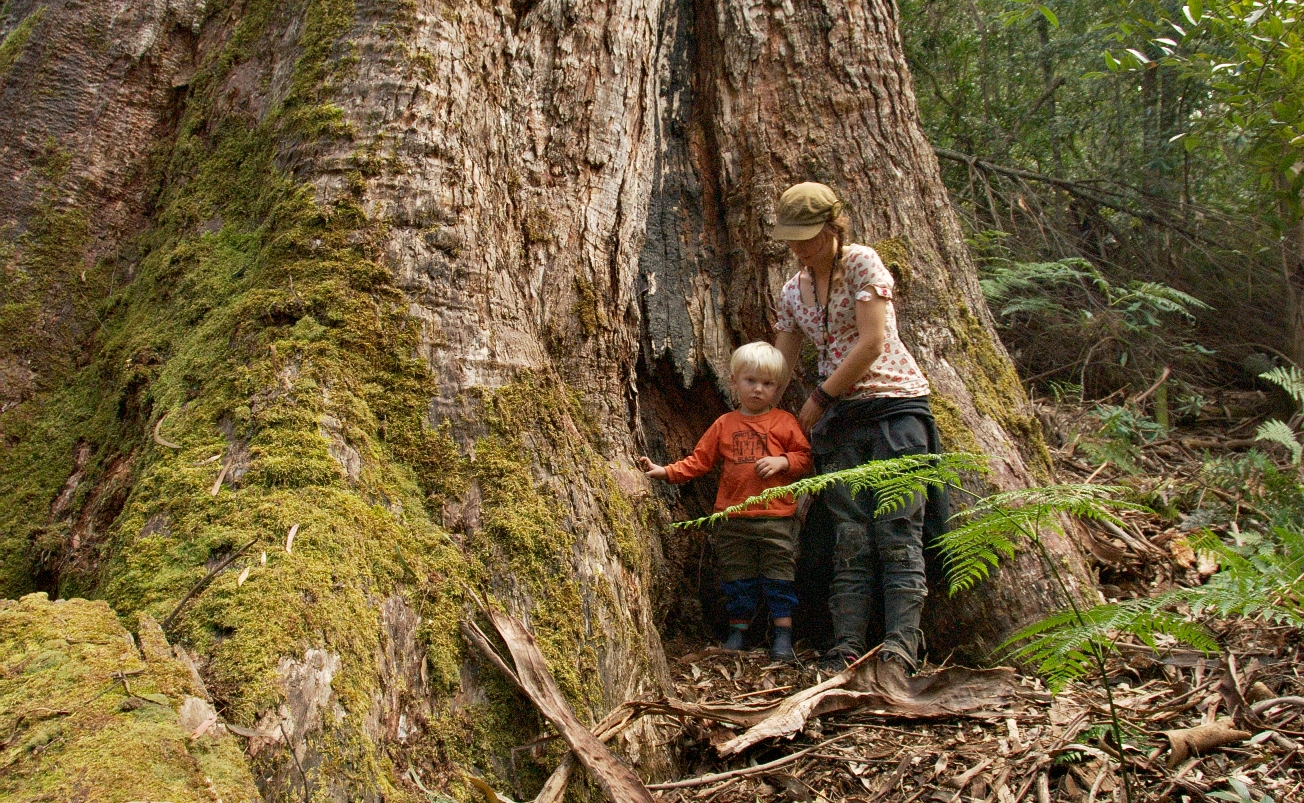
L'Australie abrite encore quelques très grands arbres.

- bois et forêts d'acacias rencontrés dans les zones semi-arides où les arbres ont des conditions climatiques si difficiles que leur croissance reste très limitée et qu'on ne trouve que des arbres rabougris. Les espèces dominantes d'acacia varient selon les régions et peuvent être : Acacia shirleyi, Acacia catenulata, Acacia aneura, Acacia cambagei et Acacia harpophylla. La plus grande partie de ce type de végétation se trouve en Australie-Occidentale.
- buissons d'acacias des zones semi-arides et arides. Les plus fréquents sont les mulgas; la plus grande zone se trouve en Australie-Occidentale.
- prairies de tussock que l'on rencontre dans les zones semi arides et quelques zones tempérées d'Australie. Elles sont formées d'un grand nombre d'espèces d'herbes surtout des genres Astrebla, Danthonia (Austrodanthonia), Dichanthium, Eragrostis, Poa, Themeda, Sorghum, Stipa, Heteropogon, Ophiuros, Oryza, Spinifex et Bursaria. Ce type de végétation se rencontre surtout au Queensland.
- les garrigues d'amaranthaceae largement répandues au voisinage des estuaires, dans les zones arides ou semi-arides. Ces plantes supportent la sécheresse et le sel. Les principaux genres de la sous-famille des Chenopodioideae sont : Sclerolaena, Atriplex, Maireana, Chenopodium et Rhagodia tandis que dans la sous-famille des Salicornioideae, on trouve les genres Halosarcia, Salicornia, Sclerostegia et Sarcocornia. Ce type de végétation se rencontre surtout en Australie-Méridionale et Australie-Occidentale.

D'autres zones de végétation occupent des surfaces plus limitées, inférieures à 70 000 km² : ce sont les forêts humides tropicales et tempérées; les fourrés de plantes grimpantes, les forêts de grands eucalyptus, les forêts de Callitris' et celles de filaos, les bois et les landes.

## Plantes vasculaires
L'Australie possède plus de 20 000 espèces de plantes vasculaires, que ce soit angiospermes, gymnospermes ou fougères et apparentées. Parmi elles, 11 % sont des espèces importées, le reste est formé d'espèces endémiques ou indigènes au pays. La flore des plantes vasculaires a été répertoriée de façon approfondie, le résultat de ces travaux est actuellement publié dans la revue Flora of Australia. Une liste des familles de plantes vasculaires présentes en Australie est aussi disponible dans la classification de Cronquist. 
Dans les classifications taxonomiques jusqu'au niveau des familles, la flore d'Australie est assez semblable à celles du reste du monde; la plupart des familles sont représentées dans la flore australienne à l'exception des cactées, des Betulaceae et de quelques autres familles tandis que 9 familles sont trouvées uniquement en Australie,. Plus de 85 % de la flore vasculaire australienne est considérée comme endémique. Ce fort pourcentage de plantes vasculaires endémiques en Australie est largement attribuable à l'importance de certaines familles comme les Proteaceae, Myrtaceae et les Fabaceae.

### Angiospermes

Anigozanthos flavidus.

#### Les monocotylédones
La flore indigène d'Australie contient beaucoup de monocotylédones. 
La famille qui a le plus d'espèces est celle des Poaceae (graminées) qui comprend le bambou Bambusa arnhemica, l'ubiquitaire spinifex trouvé sur toutes les côtes et dans les régions arides, les genres Triodia et Plectrachne. 
L'Australie possède plus de 800 espèces d'orchidées.
Environ un quart d'entre elles sont épiphytes et ne se rencontrent que sur la côte est de la  Tasmanie. Les orchidées terrestres se rencontrent presque partout et la majorité d'entre elles sont des plantes caduques : les parties aériennes meurent pendant la saison sèche et la plante repart du pied à la saison des pluies.
D'autres familles ont des représentants bien connus dans les paysages australiens :
- la famille des Cyperaceae avec Gymnoschoenus sphaerocephalus rencontré dans les montagnes de Tasmanie et qui forme des espèces de tussocks,
- la famille des Iridaceae avec le genre Patersonia
- la famille des Haemodoraceae avec le genre Anigozanthos.

Les arbres monocotylédones comme les Xanthorrhoea, le Pandanus de la famille des Pandanaceae et les Arecaceae sont répandus dans le pays. Il y a environ 57 espèces de palmiers originaires d'Australie et parmi eux 79 % ne se rencontrent que là. Livistona est un palmier un peu à part : on le trouve plus facilement dans les gorges et les bois de l'intérieur du pays que dans les régions tropicales.

#### Les dicotylédones
Les dicotylédones forment le groupe des angiospermes le plus diversifié. Les espèces de plantes les plus connues d'Australie viennent de trois de leurs familles : les Myrtaceae, les Proteaceae et les Fabaceae.
- Les myrtacées sont des arbres qui comprennent notamment : 
  - les gommiers (parce qu'ils sécrètent une gomme) des genres Eucalyptus, Corymbia et Angophora,
  - les Lilly-pillys ou Syzygium,
  - les Melaleuca et Callistemon qui poussent au bord de l'eau,
  - les buissons de Darwinia  et Leptospermum (dont certaines espèces de ce dernier genre sont communément appelées arbres à thé car les premiers colons les utilisaient en tisanes ("herbal tea" en anglais),
  - le Chamelaucium uncinatum ou "arbre à fleurs de cire".

- Les proteacées sont aussi des arbres dont certains genres sont bien connus comme les Banksia, Dryandra, Grevillea, Hakea, le télopéa et la seule plante d'origine australienne qui soit commercialisée pour l'alimentation : le macadamier ou "noyer du Queensland".

- Les fabacées sont représentées dans leurs trois sous-familles :
  - les Caesalpinioideae sont surtout représentées par les Cassia.
  - les Faboideae sont très répandues et beaucoup d'espèces sont connues pour leurs fleurs notamment les Mirbelieae, le soja et le Swainsona formosa.
  - les Mimosoideae sont bien connus par le genre acacia avec l'emblême floral de l'Australie : le mimosa doré ("Golden wattle")

Beaucoup de familles de plantes qui poussent en Australie sont célèbres pour leur floraison qui suit la saison des pluies. Parmi elles, celle des Asteraceae avec notamment la sous-famille des Gnaphalieae, celle des Rutaceae, avec les Boronia et l' Eriostemon, les Myoporaceae avec l'Eremophila,les Ericaceae avec l'emblème floral de l'État de Victoria : Epacris impressa.
Parmi les plus anciennes familles d'angiospermes arborescentes figurent les Casuarinaceae, qui comprennent différentes espèces de filaos et les Fagaceae représentées en Australie par trois espèces de Nothofagus. Les rosales ligneuses sont surtout connues par la famille des Moraceae - dont les principales espèces sont le Figuier de la baie de Moreton et le Figuier de Port Jackson- et celle des Urticaceae dont les membres  contiennent plusieurs arbustes aux feuilles urticantes dont le plus puissant est Dendrocnide moroides. On a aussi de nombreuses espèces de Santalaceae notamment le quandong et Exocarpos cupressiformis dont les fruits comestibles ressemblent à des cerises. Le Brachychiton rupestris appelé « arbre-bouteille » à cause de la forme de son tronc est l'une des trente espèces de Brachychiton de la famille des Malvaceae. On trouve aussi environ 75 espèces de plantes parasites de la famille des Loranthaceae dont l'un des plus célèbres est le Nuytsia floribunda appelé communément l’« arbre de Noël de l'Australie-Occidentale ».
Les marais salants sont couverts par des espèces de plantes résistantes au sel (« halophiles ») et à la sècheresse (« sclérophylles »). La plupart de ces plantes sont des Amaranthaceae avec notamment les genres Atriplex, Maireana et Chenopodium. Beaucoup de ces plantes ont des feuilles succulentes comme en ont aussi les plantes d'autres genres australiens tels que Carpobrotus,Calandrinia et Portulaca. La plupart des Euphorbiaceae australiennes ont des tiges succulentes bien que les plus célèbres d'entre elles, le genre Ricinocarpos n'en aient pas.
Les plantes carnivores qui habitent les endroits humides sont représentées par quatre familles : les Droseraceae, les Lentibulariaceae, les Cephalotaceae, endémiques en Australie-Occidentale et les Nepenthaceae.

#### Plantes aquatiques
L'Australie possède 51 000 km² de prairies marines et le plus grand nombre d'espèces d'angiospermes "aquatiques" - mono ou dicotylédones - au monde. On en trouve 22 espèces dans les zones tempérées, 15 dans les zones tropicales alors qu'on ne connait que 70 espèces au monde de ce type de plantes. Les dicotylédones se retrouvent surtout dans les arbres des mangroves. En Australie, on trouve 39 espèces d'arbres poussant dans ces mangroves qui couvrent plus de 11 500 km² et font de la mangrove australienne la troisième au monde. Les autres dicotyledones poussant dans l'eau de mer comprennent des Nymphaeaceae et des Myriophyllum.

### Gymnospermes
Il y a 69 espèces de Cycadophyta réparties en 4 genres et 3 familles qui sont toutes endémiques en Australie et rencontrées presque uniquement dans les forêts de l'est et du nord de l'Australie avec quelques-unes dans le sud-ouest et le centre de l'Australie.
Les conifères sont répartis en 3 familles, 14 genres et 43 espèces parmi lesquelles 39 sont endémiques. La plupart de ces espèces poussent dans les régions montagneuses humides et sont les mêmes que leurs ancêtres du Gondwana avec les genres Athrotaxis, Actinostrobus, Microstrobos, les espèces Microcachrys tetragona, Diselma archeri et le pin Huon (Lagarostrobos franklinii). Le genre Callitris est une exception remarquable : toutes les espèces de ce genre poussent dans les régions sèches. Une nouvelle espèce de conifère « fossile », le pin de Wollemi a été découverte et décrite pour la première fois en 1994.

### Fougères et apparentées

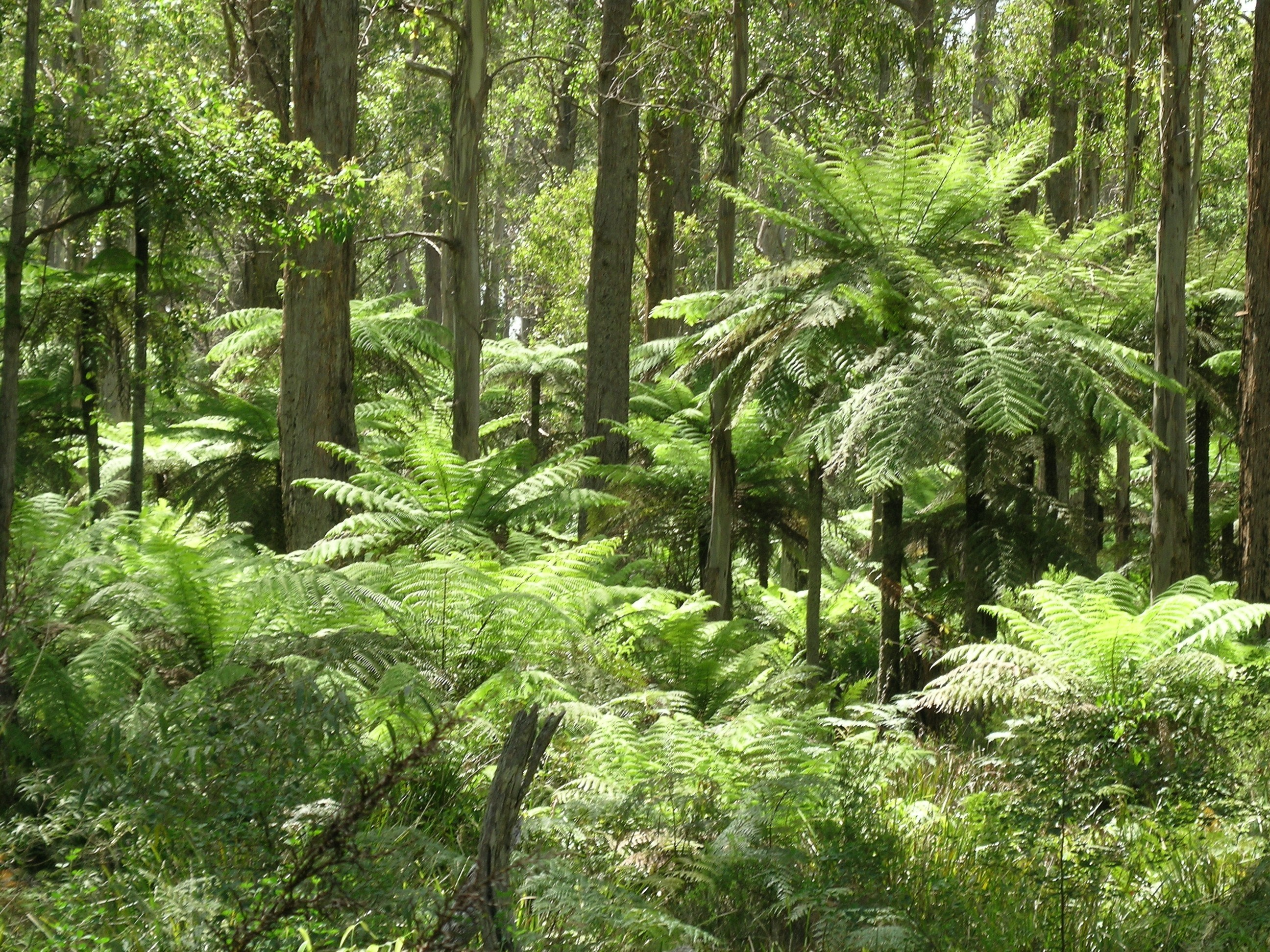
Fougères arborescentes dans le parc national Werrikimbe en Nouvelle-Galles du Sud.

On trouve des fougères un peu partout en Australie mais le plus grand nombre se rencontre dans les régions tropicales ou subtropicales ayant de fortes précipitations. L'Australie possède 30 familles, 103 genres et 390 espèces de fougères indigènes auxquelles il faut ajouter 10 espèces importées.
À côté des fougères, on trouve 44 espèces de psilophytes de prêles et de lycophytes.
Comme ces plantes ont besoin d'eau pour se reproduire, on les trouve surtout dans les bois et forêts des régions humides. Certaines vivent au bord de l'eau, d'autres sont épiphytes (Platycerium, Huperzia et Asplenium), d'autres poussent sur la terre ferme comme les fougères arborescentes des genres Cyathea et Dicksonia.

## Plantes non-vasculaires

### Algues
Si l'on prend l'ensemble des algues, mono ou pluricellulaires, d'eau douce ou de mer, si l'on considère que les cyanobactéries sont des algues, on connait 10 000 à 12 000 espèces d'algues australiennes. Mais la connaissance de cette flore est très parcellaire et variable : pour le  phytoplancton et les algues du Nord de l'Australie, on souffre du manque de recueils d'échantillons; pour les algues d'eau douce, les descriptions sont très incomplètes quant aux algues terrestres, elles ont été complètement négligées.

### Bryophytes
Les mousses, hépatiques et anthocérotes
poussent dans les régions tropicales, tempérées et en montagne; quelques-unes se sont adaptées aux conditions des zones arides et semi-arides de l'Australie. On connait un peu moins de 1 000 espèces de mousses (les cinq principaux genres connus sont les Fissidens, Bryum, Campylopus, Macromitrium et Andreaea) et un peu plus de 800 espèces - dans 148 genres -d'hépatiques et d'anthocérotes.

## Champignons et lichens

### Champignons
Sur les 250 000 espèces de champignons que l'on pense avoir en Australie, seulement 5 % d'entre elles ont été décrites. Les connaissances sur les distributions, les milieux de croissance, les habitats sont bien maigres en dehors des espèces de champignons vénéneux.

### Lichens
Les Lichens sont composés la plupart du temps d'un Ascomycète (un champignon) et d'une algue verte unicellulaire. Leur classification est basée sur le champignon. La flore des lichens australiens y compris celle des îles Christmas, Heard-et-MacDonald, Macquarie et Norfolk comprend à l'heure actuelle 3 238 espèces réparties en 422 genres. 34 % d'entre elles sont considérées comme endémiques.

## Utilisation et protection de la flore

### Utilisation
La flore australienne a été largement utilisée par les Aborigènes. Des centaines d'espèces de plantes leur servaient à se nourrir, se soigner, s'abriter, fabriquer des outils et des armes. On prendra comme exemple les racines charnues et riches en féculents de Clematis microphylla utilisées en Australie-Occidentale pour faire une pâte qui était ensuite cuite alors que les feuilles étaient employées comme cataplasmes pour calmer les brûlures et les phlyctènes cutanées.

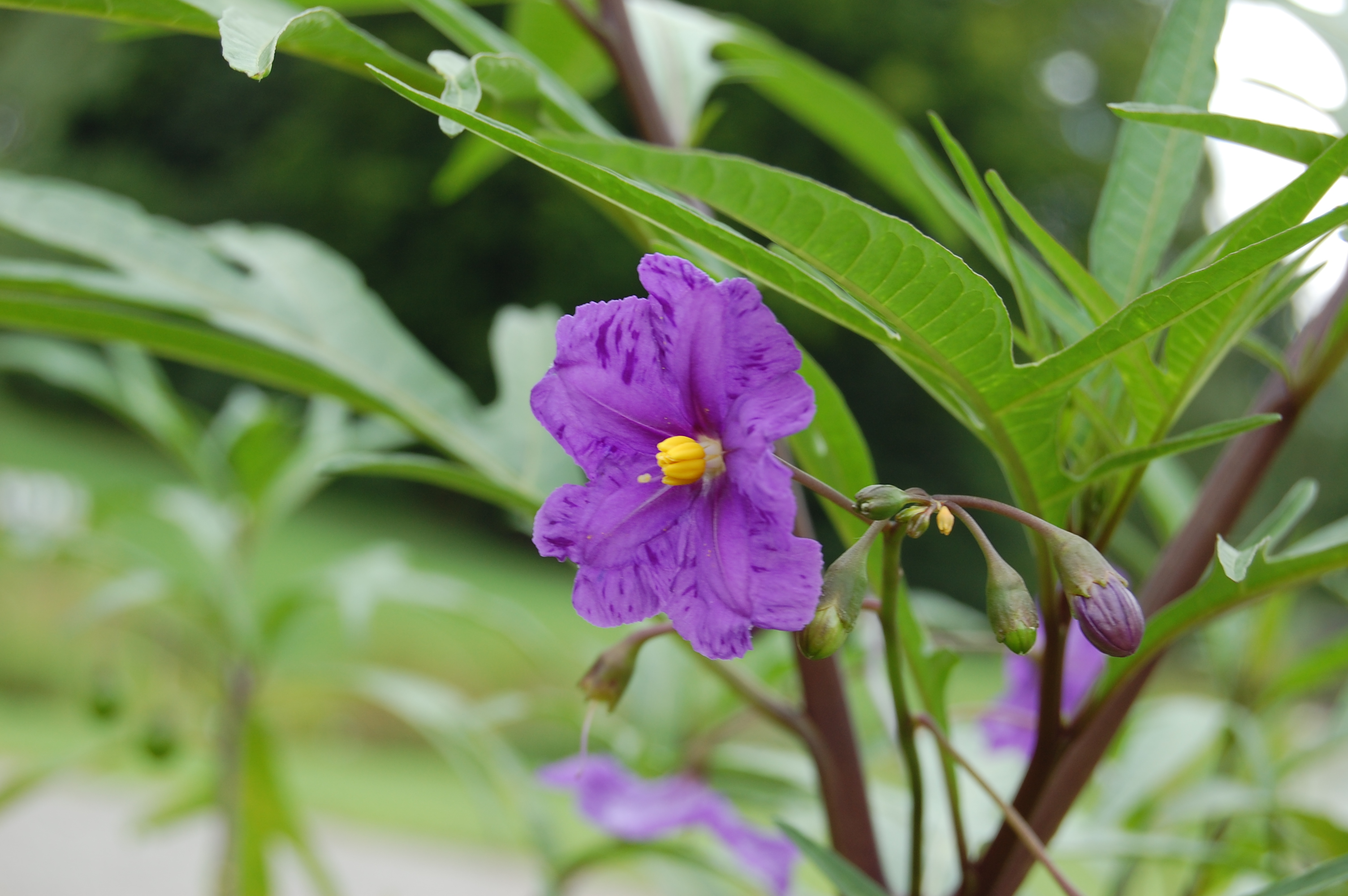
Fleur de Solanum laciniatum.

L'exploitation économique de la flore par les colons européens n'a pas été très intense; elle s'est surtout limitée à l'abattage des arbres pour le bois utilisé pour la pâte à papier ou la menuiserie. Les espèces les plus utilisées ont été les Eucalyptus, le pin Huon, l'Araucaria cunninghamii, les Callitris, le mimosa à bois noir et le bois de santal des espèces Santalum spicatum et Santalum lanceolatum. On peut y ajouter l'exploitation de certaines espèces végétales pour l'alimentation du bétail : on citera les Astrebla, les Atriplex, le Maireana sedifolia, l'Austrodanthonia, les Stipa, les tussacks (divers genres de graminées) et le Themeda triandra.
Jusqu'à récemment, le Noyer du Queensland (macadamier) était la seule espèce végétale australienne cultivée pour l'industrie alimentaire et le démarrage de la culture commerciale a eu lieu aux îles Hawaii. Une série télévisée populaire en Australie, Bush Tucker Man, a favorisé l'intérêt de la population australienne pour des espèces locales et à l'heure actuelle des études sont menées pour la culture commerciale d'Acacia victoriae (pour ses graines), de Davidsonia, d' Eremocitrus glauca, de Microcitrus australasica, de Santalum acuminatum, de Syzygium luehmannii, de Terminalia ferdinandiana, de Kunzea pomifera, de Solanum centrale, de Podocarpus elatus (pour leurs fruits) ; de Tetragonia tetragonoides comme légume vert ; d'Acronychia acidula, Backhousia citriodora, Tasmannia lanceolata comme condiments. Quelques plantes sont utilisées par l'industrie pharmaceutique : le genre Duboisia pour la production de scopolamine (anticholinergique) et de hyoscyamine (parasympathicolytique), les espèces Solanum aviculare et Solanum laciniatum pour celle de la solasodine. Les huiles essentielles de Melaleuca, Callitris, Prostanthera, Eucalyptus et Eremophila sont aussi utilisées en médecine. Enfin en raison du caractère remarquable de leurs fleurs et/ou de leurs feuilles, un certain nombre de plantes sont cultivées pour les fleuristes.
Entre 2000 et 2013, 22 % des forêts intactes (paysage « naturel » considéré comme à la fois non artificiellement morcelé et non dégradé) australiennes ont été détruits. Le rythme de la déforestation tend à s’accélérer

### Protection
La modification de l'environnement par les aborigènes puis par les colons européens ont eu un effet notable sur la répartition et la distribution de la flore. Les changements depuis 1788 ont été rapides : le déplacement des populations aborigènes a interrompu le régime des brûlis qui était utilisé depuis des milliers d'années ; l'exploitation des forêts a modifié la répartition des espèces des forêts primitives ; des marais ont été asséchés ; de grandes zones ont vu leur végétation détruite pour la mise en culture, l'élevage ou l'urbanisation, ce qui a entraîné une salinisation des sols à cause de l'irrigation, une augmentation de la pollution des cours d'eau (qui se sont trouvés enrichis en sels, sédiments et résidus d'engrais et produits chimiques). Tout ceci a eu pour conséquence une diminution de la biodiversité de la flore australienne. L'introduction, volontaire ou accidentelle, d'espèces végétales ou animales dans un milieu aussi fragile est une menace sévère pour la flore du pays. Vingt espèces végétales importées ont été déclarées comme nuisibles. Depuis l'arrivée des Européens en Australie, 61 espèces de plantes sont considérées comme disparues, 1 239 sont considérées comme menacées.  
Devant cette situation, le gouvernement a créé dans chaque État ou Territoire des zones protégées. Cela peut être des parcs nationaux, des réserves, les 64 zones humides enregistrées dans la convention de Ramsar et les 16 sites classés au Patrimoine mondial de l'humanité. En 2002, 10,8 % (774 619 km²) de la totalité de la superficie de l'Australie est en zone protégée. Des zones de protection marine ont aussi été créées en de nombreux endroits et elles représentent, toujours en 2002, environ 7 % (646 000 km²) des eaux territoriales australiennes.
La législation australienne prévoit la protection de la plupart des espèces. La loi fédérale Environment Protection and Biodiversity Conservation Act a été votée en 1999 pour permettre à l'Australie de remplir ses engagements en tant signataire de la Convention sur la diversité biologique de 1992. Cette loi protège la totalité de la faune native et prévoit l'identification et la protection des espèces menacées. Chaque État et chaque Territoire dispose d'une liste règlementaire de ses espèces menacées. 
Le comité scientifique pour la protection des espèces menacées, émanation du gouvernement australien, a identifié quinze types d'écosystèmes menacées et 85 écosystèmes caractéristiques de l'Australie qui ont été classés par l'I.B.R.A. et l'on vérifie que chaque type d'écosystème possède au moins une zone de protection,.
À plus large échelle, une opération consistant à cataloguer toutes les espèces vivant en Australie a été entreprise. Il s'agit là d'une étape clef pour la conservation de la faune et de la biodiversité australienne. En 1973, le gouvernement fédéral a lancé l'Australian Biological Resources Study (ABRS - étude des ressources biologiques australiennes). Ce projet a pour but de coordonner la recherche en matière de taxinomie, d'identification, de classification et de distribution de la flore et de la faune. L'ABRS alimente une base de données en ligne gratuite qui catalogue une grande partie de la faune et de la flore australienne décrite.

## Les fleurs emblématiques de l’Australie
La fédération australienne et chaque État ou Territoire possède une fleur symbolique. 

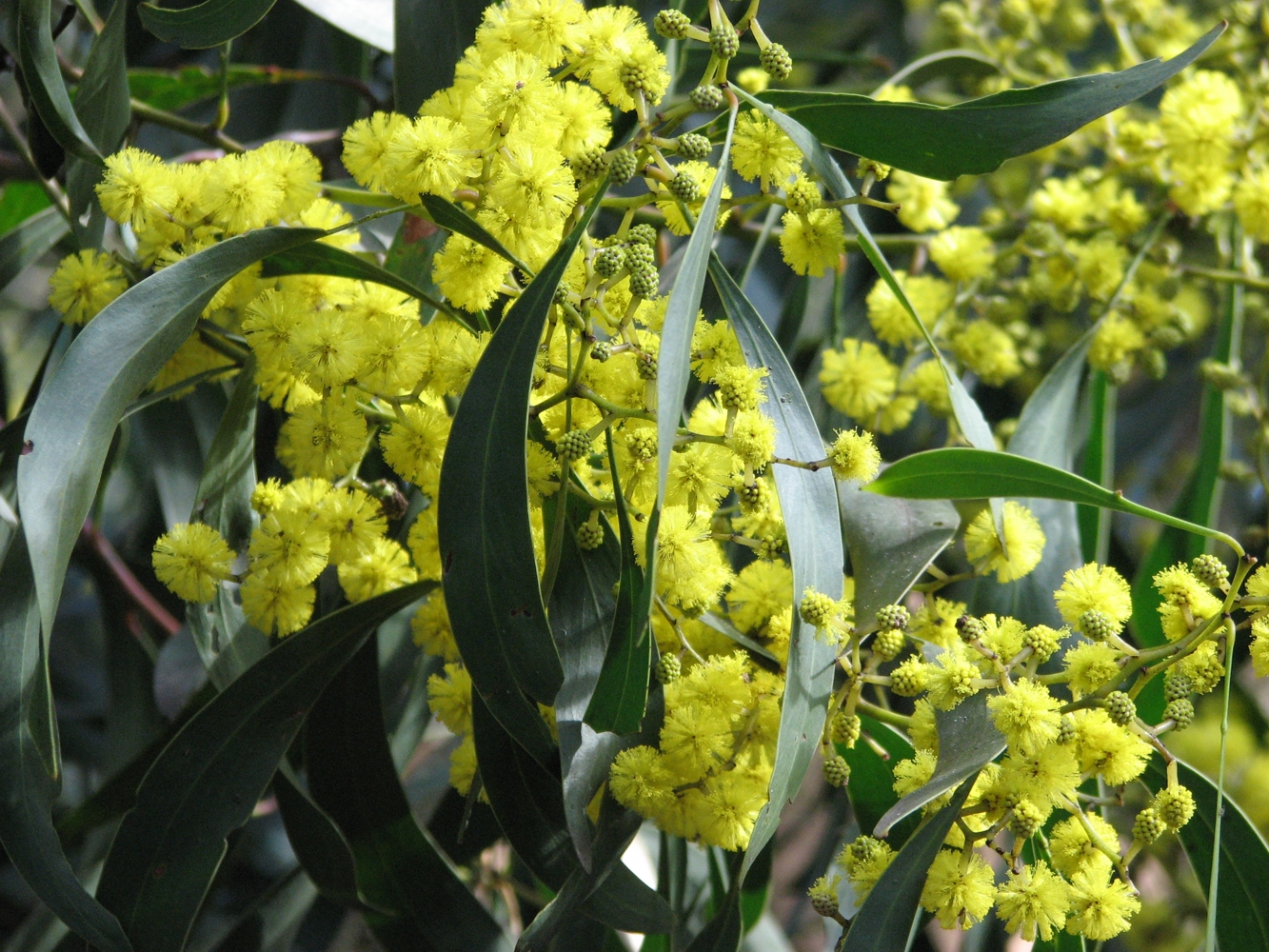
Acacia pycnantha, le mimosa doré, emblème du Commonwealth d'Australie.
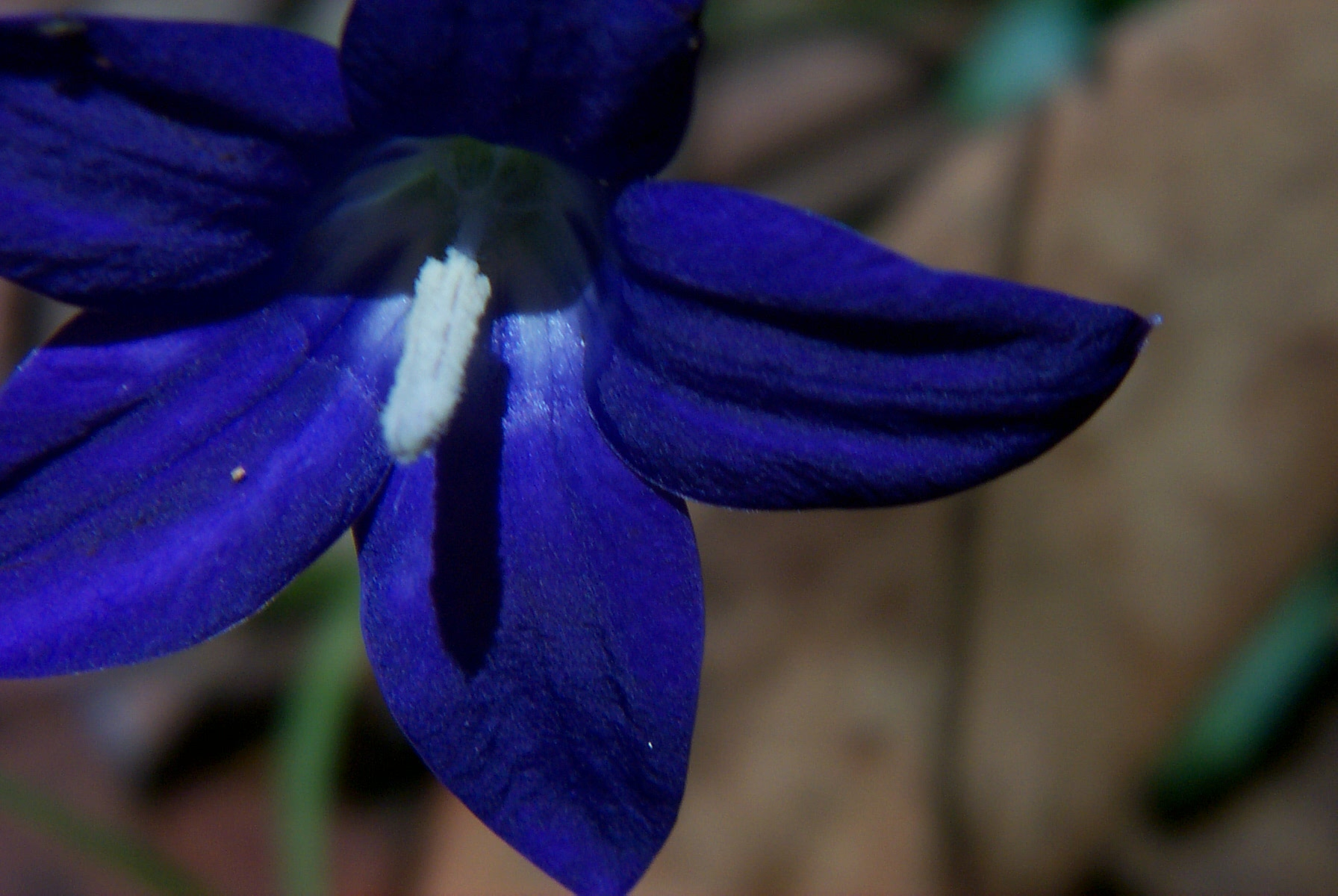
Wahlenbergia gloriosa, emblème du Territoire de la Capitale Australienne.
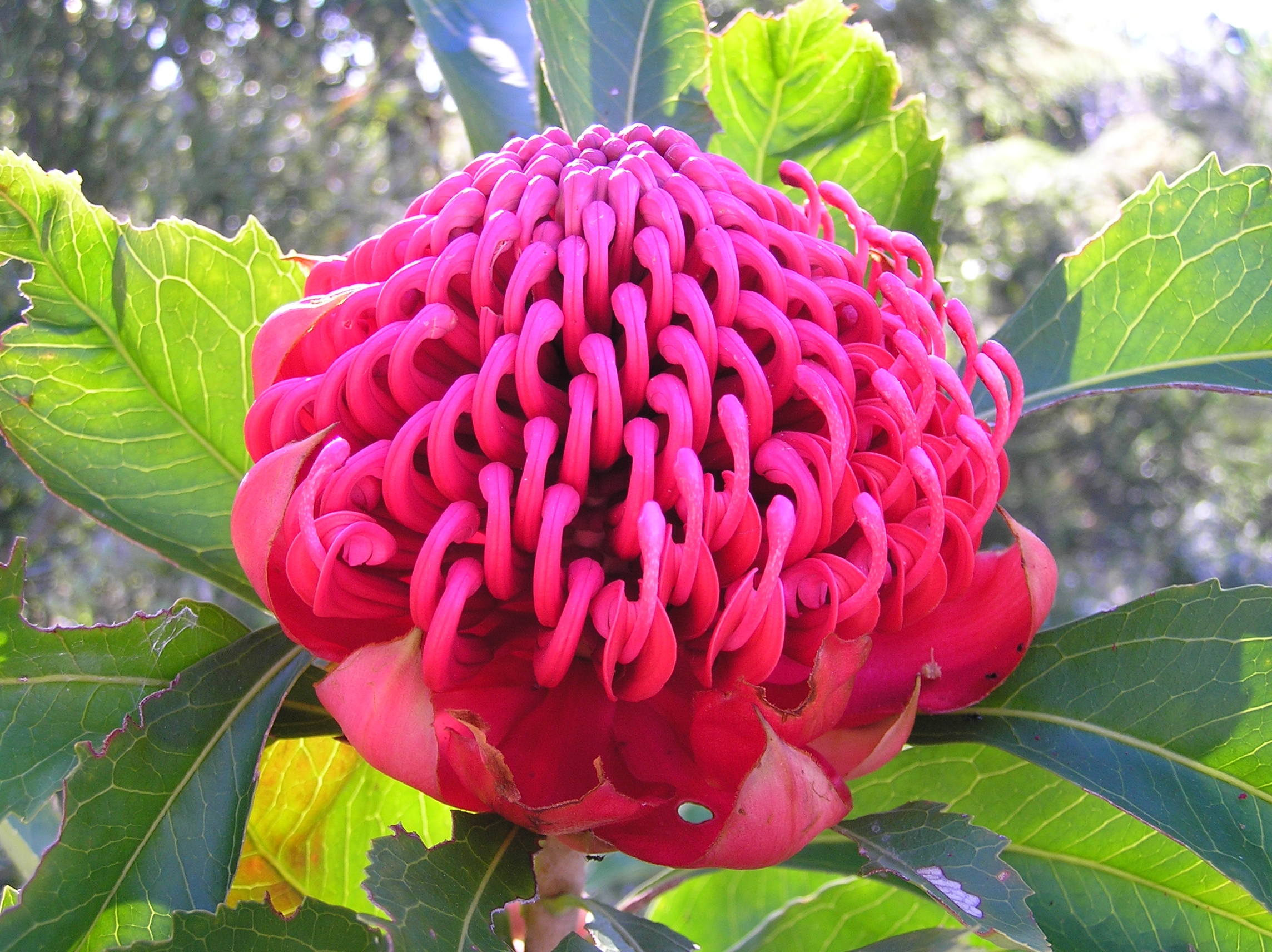
Telopea speciosissima emblème de la Nouvelle-Galles du Sud.
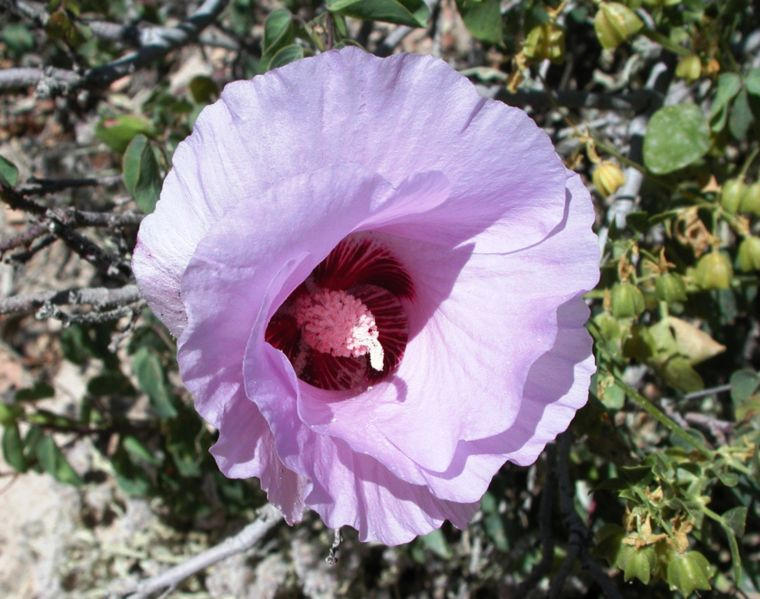
Gossypium sturtianum emblème du Territoire du Nord.
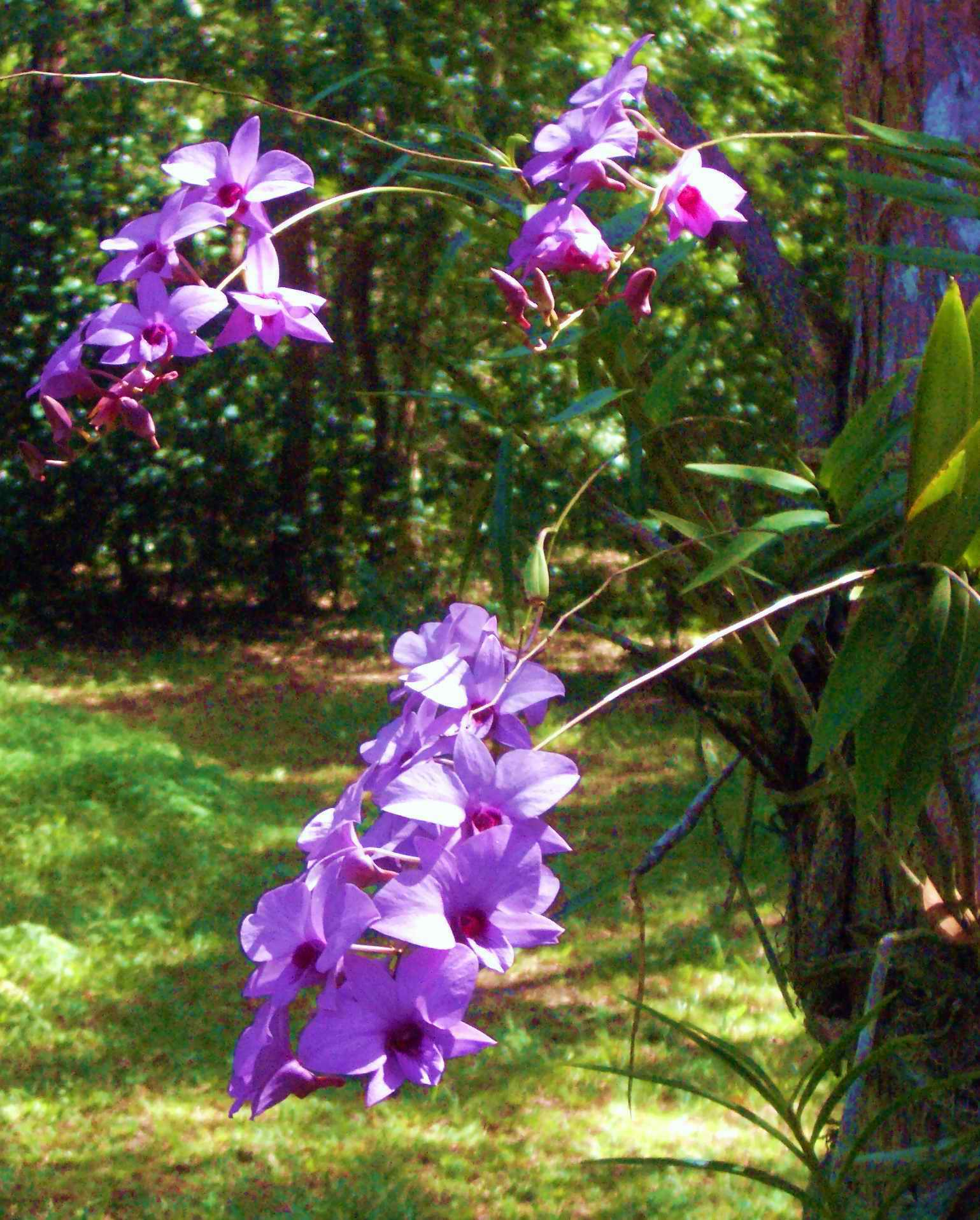
Vappodes phalaenopsis (Dendrobium phalaenopsis) emblème du Queensland.
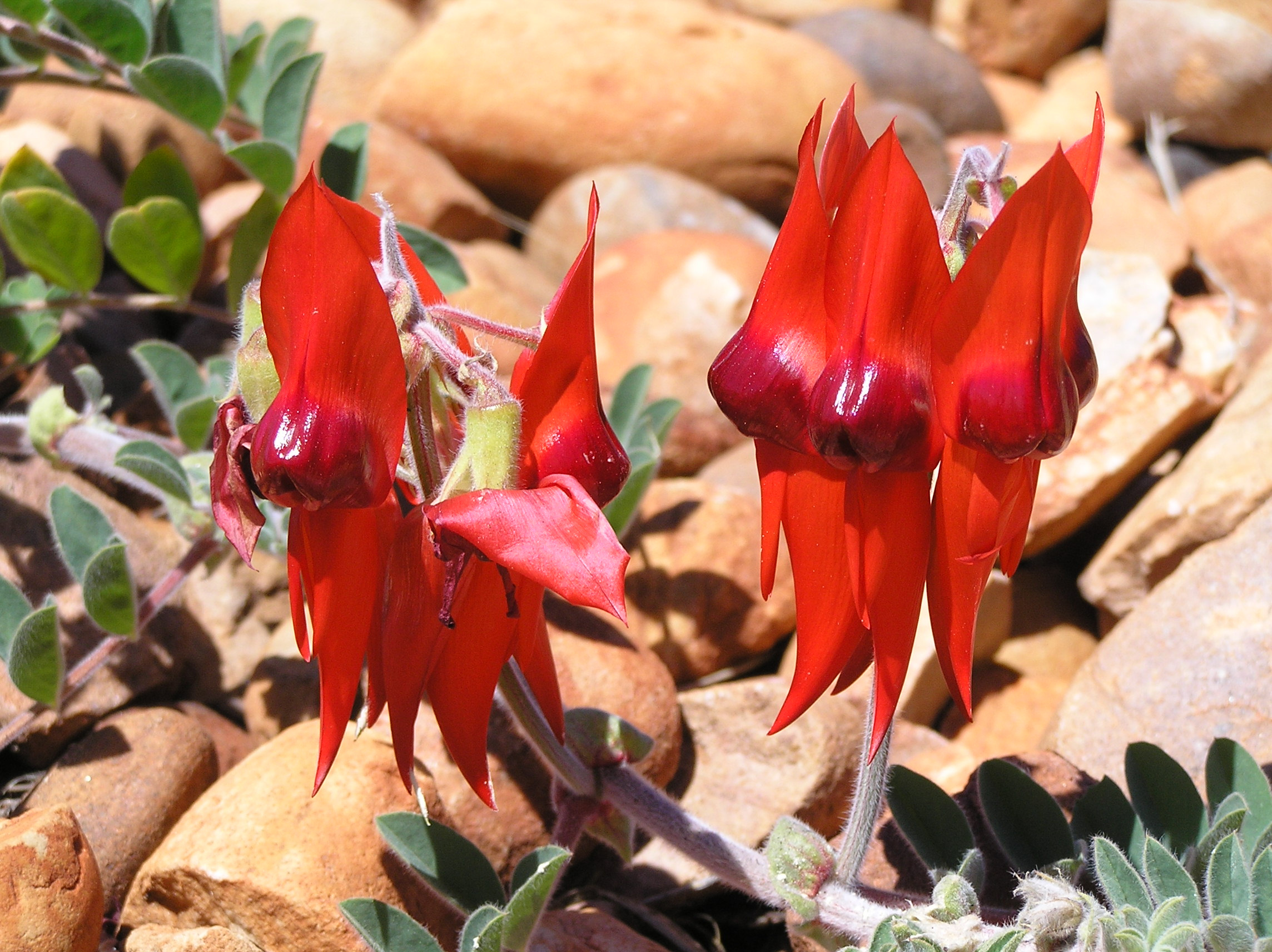
Swainsona formosa emblème de l'Australie-Méridionale.
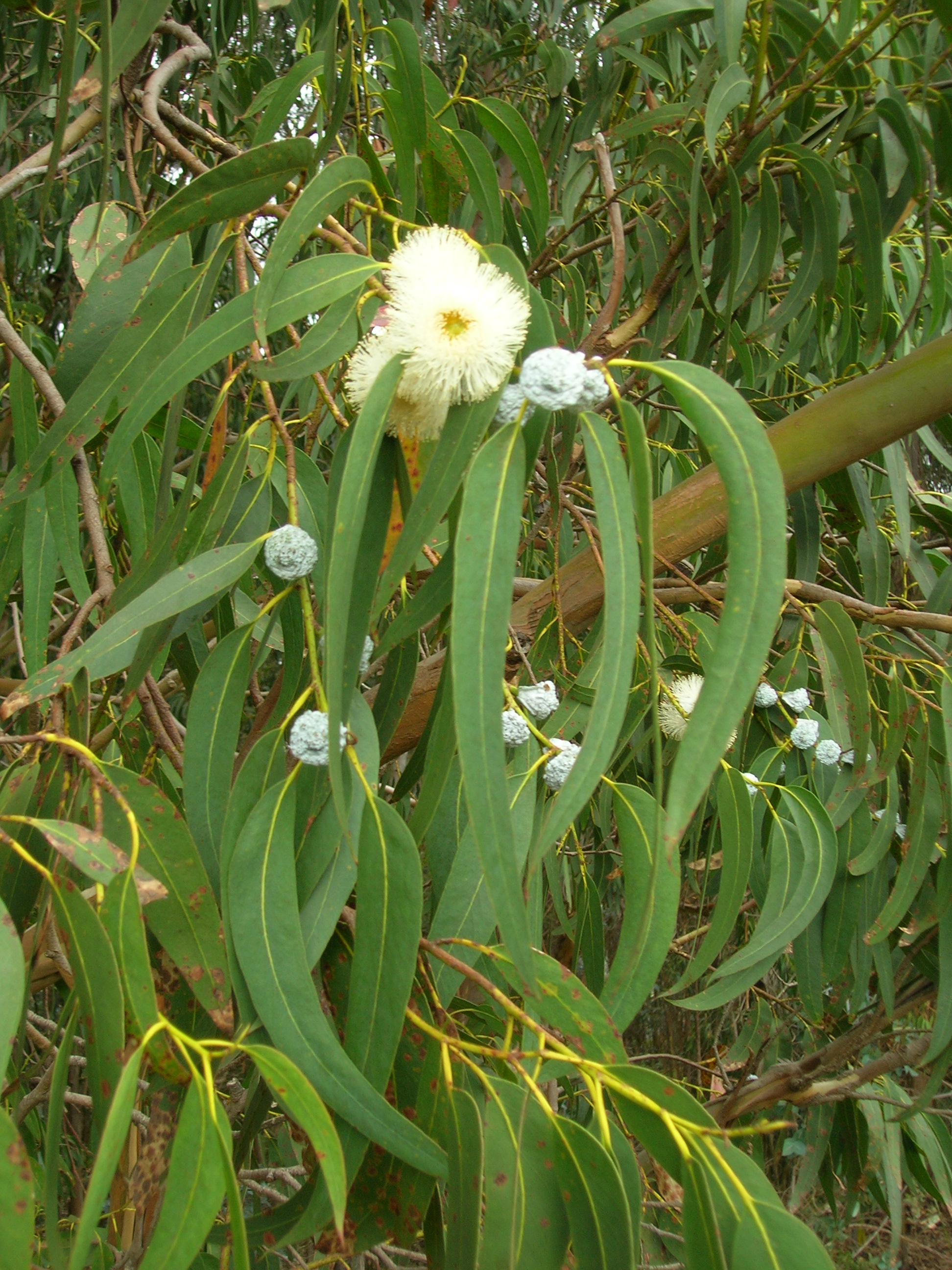
Eucalyptus globulus, le gommier bleu, emblème de  la Tasmanie.
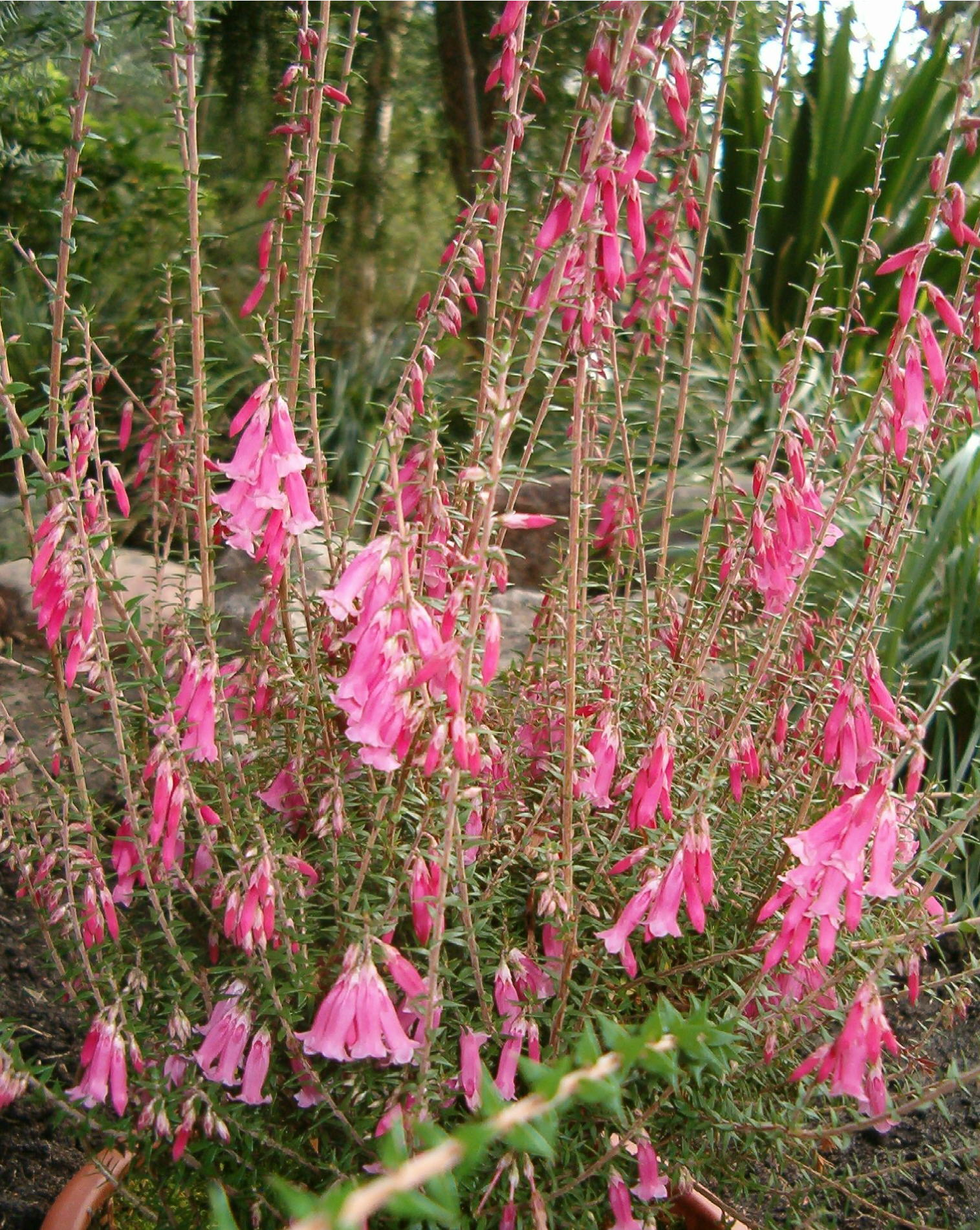
Epacris impressa emblème du Victoria.
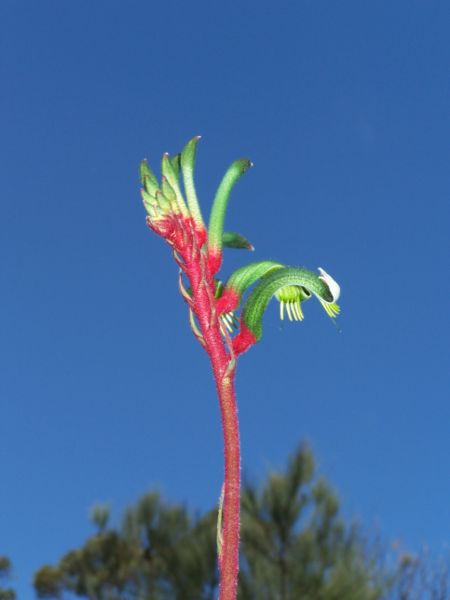
Anigozanthos manglesii Emblème de l'Australie-Occidentale.